# Petaurista
Petaurista — рід гризунів родини вивіркових (Sciuridae). Рід інколи називають літяга велетенська або тагуан. Представники роду відомі своєю здатністю до плануючого польоту. Поширені у тропічних лісах Азії. Тіло (без хвоста) завдовжки 60 см. Забарвлення спини — від палево-сірого до чорного, черево — сірувате, на морді можуть бути білі ділянки.

## Класифікація
Рід містить 18 сучасних видів:
- Petaurista albiventer
- Petaurista alborufus
- Petaurista caniceps
- Petaurista elegans
- Petaurista grandis
- Petaurista hainanus
- Petaurista lena
- Petaurista leucogenys
- Petaurista magnificus
- Petaurista marica
- Petaurista mechukaensis
- Petaurista nobilis
- Petaurista petaurista
- Petaurista philippensis
- Petaurista siangensis
- Petaurista sybilla
- Petaurista xanthotis
- Petaurista yunanensis

Викопні види
- †Petaurista brachyodus Young, 1934
- †Petaurista helleri Dehm, 1962
- †Petaurista tetyukhensis Tiunov & Gimranov, 2019